# Austrolimnophila bradleyi
Austrolimnophila bradleyi är en tvåvingeart som beskrevs av Alexander 1929. Austrolimnophila bradleyi ingår i släktet Austrolimnophila och familjen småharkrankar. Inga underarter finns listade i Catalogue of Life.